# Rostelecom
Rostelecom er en børsnoteret russisk telekommunikationsvirksomhed. Den Moskva-baserede virksomhed er Ruslands største telekommunikationsvirksomhed. Der tilbydes forskellige tv-løsninger, internet, telefoni og mobiltelefoni.
Før 1990 var ansvaret for telekommunikation i Sovjetunionen placeret i Sovjetunionens kommunikationsministerium. Ved udgangen af 1992 blev der etableret en statsejet virksomhed ved navn Rostelekom.
I 1990'erne var virksomheden en del af Svyazinvest. I 2011 blev Svyazinvest opløst og mange regionale teleselskaber fra Svyazinvest blev fusioneret med Rostelecom.
I dag ejes selskabet af flere virksomheder, og den russiske stat har en betydelig aktiepost.